# La leggenda di Vox Machina
La leggenda di Vox Machina (The Legend of Vox Machina) è una serie animata statunitense del 2022, basata sulla prima campagna della webserie a tema Dungeons & Dragons Critical Role. La serie, prodotta da Critical Role Productions, Titmouse, Inc. e Amazon Studios, è distribuita sulla piattaforma di streaming Prime Video e vede i membri del cast della webserie Matthew Mercer, Ashley Johnson, Travis Willingham, Laura Bailey, Liam O'Brien, Taliesin Jaffe, Marisha Ray e Sam Riegel interpretare nuovamente i loro personaggi.
La prima stagione è stata trasmessa dal 28 gennaio al 18 febbraio 2022 per un totale di dodici episodi, dieci dei quali finanziati tramite una campagna Kickstarter. Nel novembre 2019, prima ancora della messa in onda, la serie è stata rinnovata per una seconda stagione, trasmessa dal 20 gennaio al 10 febbraio 2023; il 6 ottobre 2022 ne è stata infine annunciata una terza, trasmessa dal 3 ottobre al 24 ottobre 2024. Infine il 23 ottobre 2024 è stata annunciata anche una quarta stagione.
La serie comincia la narrazione da prima che la campagna del gruppo iniziasse ad essere trasmessa online, per poi adattare una delle principali avventure d'inizio webserie, l'Arco dei Briarwood, e proseguire con l'Arco del Conclave Cromatico inserendovi elementi dell'Arco di Vasselheim.

## Ambientazione
La serie si svolge a Exandria, un mondo immaginario creato da Matthew Mercer nel 2012 per la sua campagna personale di Dungeons & Dragons, successivamente divenuta la webserie sul gioco di ruolo Critical Role nel 2015. La maggior parte della narrazione ha luogo nel continente di Tal'Dorei in località come la metropoli di Emon e la città-stato di Whitestone.

## Trama
La storia segue le gesta e le disavventure di un gruppo di avventurieri noto come "Vox Machina", una disorganizzata squadra di chiassosi e sgangherati sbandati reinventatisi mercenari in cerca di gloria e fortuna lungo il continente di Exandria che, tuttavia, nel momento in cui il male minaccia il reame, capiscono di essere gli unici in grado di ristabilire la giustizia.

## Episodi
| Stagione         | Episodi | Pubblicazione |
| ---------------- | ------- | ------------- |
| Prima stagione   | 12      | 2022          |
| Seconda stagione | 12      | 2023          |
| Terza stagione   | 12      | 2024          |

## Personaggi e interpreti

### Vox Machina
- Vex'ahlia "Vex" Vessar, voce originale di Laura Bailey, italiana Stefania De Peppe.
Una ranger mezzelfa,[20] sorella gemella di Vax. Ha studiato i draghi nella speranza di trovare prima o poi quello che ha ucciso sua madre. Vex avverte un dolore alla testa ogni volta che un drago si avvicina. Nella seconda stagione ottiene una Vestigia della Divergenza: l'arco Fenthras, un arco in grado di incantare le frecce che scocca, rendendole talmente potenti da abbattere un titano.
- Percival "Percy" Fredrickstein von Musel Klossowski de Rolo III, voce originale di Taliesin Jaffe, italiana Diego Baldoin.
Un pistolero umano,[20] discendente dal casato dei de Rolo, governanti della città-stato di Whitestone. Scampato a malapena vivo ad un colpo di Stato guidato dai Briarwood, nel corso della prima stagione cerca vendetta verso di loro per l'omicidio della sua famiglia.
- Pike Trickfoot, voce originale di Ashley Johnson, italiana Gea Riva.
Una chierica gnoma[20] della Dea Semprechiara. Nella terza stagione ottiene una Vestigia della Divergenza: le Piastre del Martire dell'Alba, un'armatura in grado di assorbire qualunque tipo di fuoco, incluse le fiamme dell'Inferno.
- Vax'ildan "Vax" Vessar, voce originale di Liam O'Brien, italiana Marcello Moronesi.
Un ladro mezzelfo,[20] fratello gemello di Vex. La madre di Vex e Vax è stata uccisa da un drago prima degli eventi della serie. Nella seconda stagione ottiene una Vestigia della Divergenza: l'Egida del Camminamorte, un'armatura che lo ha reso il campione della Matrona dei Corvi, Dea della morte e del destino.
- Keyleth degli Ashari dell'Aria, voce originale di Marisha Ray, italiana Martina Tamburello.
Una druida mezzelfa,[20] membro della tribù degli Ashari dell'Aria in viaggio per compiere il suo Aramenté, un percorso che funge da prova di leadership degli Ashari.[21]
- Scanlan Shorthalt, voce originale di Sam Riegel, italiana Francesco De Marco.
Un bardo gnomo,[20] noto per la sua musica magica e le sue allusioni. Non è timido riguardo alla sua promiscuità. Nella seconda stagione ottiene una vestigia della Divergenza: la spada Forgiamiti, una spada che gli conferisce poteri divinatori.
- Grog Strongjaw, voce originale di Travis Willingham, italiana Dario Agrillo.
Un barbaro goliath,[20] sempre pronto a combattere. Nella seconda stagione ottiene una Vestigia della Divergenza: i Pugni di Roccia Titanica, un paio di guanti che gli consente di ingigantirsi aumentando la sua forza e resistenza in maniera estrema.

### Altri personaggi

#### Introdotti nella prima stagione
- Narratore, voce originale Matthew Mercer,[22][23] italiana Claudio Moneta.
- Lord Sylas Briarwood, voce originale di Matthew Mercer,[22][23] italiana Marcello Cortese.
Un vampiro e marito di Delilah Briarwood, con la quale ha ucciso la famiglia di Percy e preso il comando di Whitestone.
- Lady Kima di Vord, voce originale di Stephanie Beatriz,[24][25] italiana Francesca Giorgi.
Una paladina halfling, membro del consiglio di Tal'Dorei e moglie di Allura.
- Sir Gregory Fince, voce originale di Tony Hale,[24][25] italiana Oliviero Corbetta.
Un elfo anziano membro del consiglio di Tal'Dorei diffidente verso i Vox Machina.
- Sovrano Uriel Tal’Dorei, voce originale di Khary Payton,[24][25] italiana Giorgio Bonino.
Re di Emon e sovrano del regno di Tal'Dorei.
- Generale Krieg Tristan / Brimscythe "La Tempesta di Ferro", voce originale di David Tennant,[24][25] italiana Massimiliano Lotti.
Generale delle armate di Tal'Dorei. In realtà è un drago blu, membro più giovane del Conclave Cromatico.
- Lady Allura Vysoren, voce originale di Indira Varma,[24][25] italiana Tania De Domenico.
Una maga umana, membro del consiglio di Tal'Dorei e moglie di Kima.
- Lady Delilah Briarwood, voce originale di Grey DeLisle,[24][25] italiana Maddalena Vadacca.
Una negromante e moglie di Sylas briarwood, con il quale ha ucciso la famiglia di Percy e preso il comando di Whitestone.
- Shaun Gilmore, voce originale di Sunil Malhotra,[24][25] italiana Matteo Brusamonti.
Un mago umano che gestisce un negozio di oggetti magici a Emon, è amico dei Vox Machina, in particolare di Vax.
- Desmond Otham, voce originale di Max Mittelman,[25][26] italiana Simone Lupinacci.
Servitore e cocchiere dei Briarwood che viene aggredito brutalmente da Percy.
- Jarett Howarth, voce originale di Eugene Byrd,[24][26] italiana Gabriele Donolato.
Capitano delle guardie al palazzo reale di Emon.
- Cassandra Johanna von Musel Klossowski de Rolo, voce originale di Esme Creed-Miles,[25][26] italiana Francesca Bielli.
Sorella minore di Percy ed erede di Whitestone.
- Capitano Kerrion Stonefell, voce originale di Darin De Paul,[24][25] italiana Claudio Moneta.[27]
Duergar a capo delle forze armate di Whitestone, tradisce i de Rolo favorendo il colpo di Stato dei Briarwood.
- Dr. Anna Ripley, voce originale di Kelly Hu,[24][25] italiana Simona Biasetti.
Ex-mentore di Percy che lo ha tradito per allearsi coi Briarwood aiutandoli a sterminare la sua famiglia, salvo poi voltare le spalle anche a loro. Nella terza stagione ottiene una Vestigia della Divergenza: la Rovina di Cabàl, un mantello in grado di assorbire e reindirizzare qualunque tipo di magia.
- Duca Goran Vedmire, voce originale di Rory McCann,[24][25] italiana Stefano Albertini.
Brutale goliath al servizio dei Briarwood in qualità di esecutore.
- Archibald Desnay, voce originale di Dominic Monaghan,[24][25] italiana Gianluca Iacono.
Nano guerriero acapo delle forze di ribellione di Whitestone ed amico d'infanzia di Percy.
- Professor Byron Anders, voce originale di Stephen Root,[24][25] italiana Mario Scarabelli.
Ex-insegnante di Percy che ha tradito i de Rolo favorendo le macchinazioni dei Briarwood, è in grado di manipolare la volontà altrui con la sua lingua argentata.
- La Semprechiara, voce originale di Tracie Thoms,[25][26] italiana Annalisa Longo.
Dea della guarigione, una delle Divinità Primarie e matrona di Pike.
- Custode Yennen, voce originale di Gina Torres,[25][26] italiana Marinella Armagni (1ª voce), Dania Cericola (2ª voce).
Stimata guida religiosa di Whitestone e figura di spicco della ribellione.
- Orthax, voce originale di Matthew Mercer,[22][23] italiana Diego Baldoin.
Un demone d'ombra che stringe un patto prima con Percy e poi con Ripley alimentandosi del loro rancore.

#### Introdotti nella seconda stagione
- Thordak "Il Re delle Ceneri", voce originale Lance Reddick,[28][29] italiana Cesare Rasini.
Un drago rosso e leader del Conclave Cromatico.
- Raishan "L'Infetta Ingannatrice", voce originale Cree Summer,[28][30] italiana Dania Cericola.
Un drago verde e membro del Conclave Cromatico
- Vorugal "La Rovina Gelida", voce originale Liam O'Brien,[28] italiana Davide Quartini.
Un drago bianco e membro del Conclave Cromatico.
- Umbrasyl "Il Divoratore di Speranza", voce originale Matthew Mercer,[28] italiana Stefano Ferrari.
Un drago nero e membro del Conclave Cromatico.
- Lama Infida, voce originale Matthew Mercer,[28] italiana Davide Quartini.
Una lama creata con la magia nera che si nutre del sangue delle persone che ferisce o uccide, potenziando il suo portatore.
- Somma Aralda Vord, voce originale di Sumalee Montano, italiana Simona Biasetti.
Figura a capo del consiglio religioso che presiede Vasselheim.
- Groon Squarciaterra, voce originale Ike Amadi,[28] italiana Andrea De Nisco.
Un saggio monaco umano che presiede l'arena del Signore dela Tempesta.
- Zahra Hydris, voce originale Mary Elizabeth McGlynn, italiana Jolanda Granato.
Una warlock tiefling e membro degli Sterminatori.
- Kashaw "Kash" Vesh, voce originale Will Friedle, italiana Gianandrea Muià.
Un chierico e membro degli Sterminatori.
- Osysa, voce originale Alanna Ubach, italiana Marinella Armagni.
Una sfinge patrona degli Sterminatori e compagna di Kamaljiori.
- Victor, voce originale Matthew Mercer, italiana Matteo Brusamonti.
Un eccentrico e stralunato venditore di polvere nera.
- Ambasciatore Syldor Vessar, voce originale Troy Baker, italiana Andrea De Nisco.
Padre elfo di Vex e Vax, nonché ambasciatore della città di Syngorn.
- Vilya degli Ashari dell'Aria, voce originale Janet Varney, italiana Renata Bertolas.
Madre di Keyleth, anche lei mezzelfa e membro degli Ashari dell'Aria, scomparsa nel corso del suo Aramenté.
- Korrin degli Ashari dell'Aria, voce originale Fred Tatasciore, italiana Pietro Ubaldi.
Capotribù mezzelfo degli Ashari dell'Aria, col titolo di "Voce della Tempesta", e padre di Keyleth.
- Cerkonos degli Ashari del Fuoco, voce originale Robbie Daymond, italiana Matteo De Mojana.
Capotribù umano degli Ashari del Fuoco, col titolo di "Voce della Fiamma".
- Zanror, voce originale Abubakar Salim, italiana Giuseppe Calvetti.
Cugino di Grog e figlio di Kevdak.
- Kamaljiori, voce originale Tony Plana, italiana Mario Zucca.
Una sfinge millenaria e compagno di Osysa.
- Artagan / Garmelie, voci originali Matthew Mercer (Artagan) e Billy Boyd (Garmelie), italiana Paolo De Santis.
Irriverente satiro che si rivela essere una misteriosa e potente entità del Reame Fatato.
- Devana Vessar, voce originale Toks Olagundoye, italiana Ilaria Silvestri.
Moglie di Syldor, madre di Velora e matrigna di Vex e Vax.
- Velora Vessar, voce originale Jayla Lavender Nicholas, italiana Simona Biasetti.
Figlia di Syldor e Devana, sorellastra di Vex e Vax
- Wilhand Trickfoot, voce originale Henry Winkler,[31] italiana Gianni Quillico.
Bis-bis-bisnonno di Pike e vecchio amico di Grog, che lo ha salvato dal Branco dei Tuoni venendo perciò bandito.
- Saundor, voce originale Sendhil Ramamurthy, italiana Edoardo Lomazzi.
Arcifata maledetta che dimora nella palude nota come Ombrabuia.
- Kevdak, voce originale Ralph Ineson, italiana Massimiliano Lotti.
Spietato Capotempesta del Branco dei Tuoni e zio materno di Grog, che ha esiliato poiché troppo compassionevole.
- Kaylie, voce originale Aisling Franciosi, italiana Giorgia Carnevale.
Figlia di Scanlan avuta da una delle sue molte avventure, con cui condivide un rapporto complicato.
- Dr. Dranzel, voce originale Matthew Mercer, italiana Marcello Cortese.
Violinista mezzorco a capo della compagnia circense di cui fa parte Kaylie.
- La Matrona dei Corvi, voce originale Courtenay Taylor, italiana Loredana Nicosia.
Dea della morte e del destino di cui Vax diviene il campione.

#### Introdotti nella terza stagione
- Emperex J'mon Sa Ord, voce originale Mara Junot, italiana Marlene De Giovanni.
Regnante di genere non binario della città di Ank'Harel, alcuni indizi lasciano intendere che sia un drago.
- Dohla Lorian, voce originale Rachel House, italiana Ilaria Egitto.
Ex-compagna d'avventure di Kima e Allura, che porta rancore verso entrambe in quanto l'hanno abbandonata per entrare nel consiglio di Tal'Dorei.
- Zerxus Ilerez, voce originale Luis Carazo, italiana Lorenzo Scattorin.
Cavaliere caduto durante la Calamità e divenuto un demone nella città infernale di Dis a seguito di un patto con il Signore del Tormento.
- Uvenda degli Ashari dell'Acqua, voce originale Tamara Podemski, italiana Sofia Porta.
Capotribù gnoma degli Ashari dell'Acqua, col titolo di "Cuore delle Onde".
- Pa'tice degli Ashari della Terra, voce originale Debra Wilson, italiana Valentina Pollani.
Capotribù umana degli Ashari della Terra, col titolo di "Cuore della Montagna".

Vari personaggi con le fattezze e la voce di Mercer appaiono inoltre come easter egg in ogni episodio della serie.

## Sviluppo

### Antefatto
Come parte di un accordo di sponsorizzazione tra Critical Role e D&D Beyond nel 2018, è stato prodotto uno spot pubblicitario animato per la piattaforma che mostrava i personaggi dei Mighty Nein nel corso di un combattimento. Lo spot, animata da Kamille e Kevin Areopagita, ha "aperto le porte" alla produzione de La leggenda di Vox Machina.

### Kickstarter
Il 4 marzo 2019, Critical Role ha lanciato una campagna Kickstarter per raccogliere i fondi necessari alla realizzazione di un corto animato di 22 minuti intitolato Critical Role: The Legend of Vox Machina Animated Special. La storia della serie animata doveva adattare gli eventi narrati poco prima dell'inizio dello streaming della campagna - quando i giocatori erano intorno al livello sette - in un momento durante il quale, canonicamente, era passato un periodo di circa sei mesi in gioco nel quale i membri di Vox Machina non erano più stati tutti insieme allo stesso tempo. Il cast aveva previsto un costo di 750.000 dollari per un singolo cortometraggio animato di 22 minuti, soddisfacendo le altre ricompense e le commissioni associate alla campagna di crowdfunding. Non sapendo quanto tempo ci sarebbe voluto per raggiungere lo scopo, la durata della campagna era fissata a 45 giorni.
A un'ora dal lancio tuttavia, il Kickstarter era arrivato a oltre $1.000.000, mentre alla fine della prima giornata tutti gli stretch goals erano stati sbloccati portando al raggiungimento di circa 4.3 milioni di dollari. Con quattro episodi da 22 minuti finanziati nelle prime 24 ore, vennero quindi aggiunti nuovi stretch goals, espandendo il progetto in un'intera serie animata. I primi due episodi avrebbero quindi coperto l'arco narrativo precedente lo streaming, mentre i successivi avrebbero adattato l'arco narrativo di Briarwood, il terzo della prima campagna. Il 18 marzo 2019 erano stati finanziati otto episodi da 22 minuti. Infine, il 4 aprile 2019, durante la pubblicazione dell'episodio 57 della seconda campagna, è stato sbloccato ufficialmente l'ultimo stretch goal portando il totale raccolto a $8.8 milioni e la durata complessiva degli episodi finanziati a 10. Uno stretch goal "segreto" da 10 milioni, con Willingham filmato all'interno di una casa stregata, è stato successivamente sbloccato il 16 aprile. La cifra totale raccolta dal Kickstarter alla sua conclusione, il 19 aprile 2019, è stata di $11.385.449 per un totale di 88.887 sostenitori. Una volta conclusa, la campagna di raccolta fondi è diventata una tra le più rapidamente finanziate nella storia di Kickstarter oltre che la più finanziata per progetti televisivi o cinematografici.
Parecchi premi del Kickstarter offrivano la possibilità di essere accreditati nella produzione.

### Produzione
Tutto il cast di Critical Role con l'eccezione di Orion Acaba riprende i rispettivi ruoli della campagna di Vox Machina. La serie è stata sceneggiata da Jennifer Muro con Brandon Auman in qualità di showrunner, mentre le animazioni sono realizzate ad opera di Titmouse, Inc. con character design di Phil Bourassa e altri rendering d'animazione da parte dello studio sudcoreano Production Reve. In un'intervista a Inverse, Willingham ha dichiarato che avrebbero adottato una prospettiva esterna per rendere le storie che avevano raccontato al tavolo comprensibili ai nuovi arrivati e fresche per i fan storici, affermando che: «La prima campagna durava circa 400 ore e l'arco dei Briarwood era attorno a 35 ore. Abbiamo dovuto ridurlo a circa sei». La colonna sonora è composta principalmente da Neal Acree con Sam Riegel e il contributo di Mr. Fantastic per le canzoni di Scanlan.
Nel novembre 2019, Amazon Prime Video ha acquistato i diritti per lo streaming di La leggenda di Vox Machina commissionando 14 episodi aggiuntivi, di cui due per la prima stagione e una seconda di 12 episodi. Il cast ha accettato l'offerta di Amazon in quanto ha dato loro "la massima libertà" nello sviluppo dello show, permettendogli di mantenerlo come un progetto di animazione per adulti. In merito a ciò, durante un'intervista con Polygon, Ray ha dichiarato: «siamo stati fortunati con Amazon. C'erano altri potenziali distributori di cui stavamo discutendo che forse erano più interessati a renderlo uno show per bambini, o che volevano andare in una direzione diversa, o [farlo diventare] un fantasy politico più serio, tipo Il Trono di Spade». Il progetto era originariamente previsto per debuttare a fine 2020, tuttavia il giugno di quell'anno è stato ufficialmente annunciato che sarebbe stato rimandato a causa della pandemia di COVID-19 e la première è stata in seguito fissata per il 2022.
La serie è stata rinnovata per una terza stagione prima ancora della messa in onda della seconda e, stanto a Riegel, potrebbe andare avanti per un totale di cinque stagioni.

### Cambiamenti rispetto alla campagna
Nel 2019 Cori McCreery di WWAC ha sottolineato che Orion Acaba e il suo personaggio Tiberius non sarebbe apparso nella serie animata nonostante fosse presente per alcune delle avventure originali poiché «il team di Critical Role ha discusso con l'attore che interpretava Tiberius, e il personaggio ha finito per lasciare il gioco abbastanza presto nello stream». McCreery ha inoltre scritto che «parte della bellezza degli adattamenti è che puoi cambiare le cose che non si adattano più alla storia che vuoi raccontare». Riguardo l'adattare centinaia di ore di gioco trasmesse in streaming in una serie televisiva, Riegel ha spiegato come "i Vox Machina in quanto gruppo" abbiano subito il maggior cambiamento, notando che nel corso della terza stagione, il gruppo va «in posti diversi in ordini diversi» dividendosi e «riunendosi in modi diversi», quindi «l'intero arco lineare della stagione differisce molto dalla campagna». Ashley Johnson ha sottolineato invece che nell'adattamento sono stati in grado di mettere il suo personaggio Pike in luoghi in cui non appariva nella campagna originale a causa dei conflitti di programmazione avuti durante le riprese di Blindspot.
Mercer ha commentato che "il senno di poi" e l'espansione della storia di Exandria dalla campagna originale gli ha consentito di incorporare aspetti narrativi sviluppati in seguito in momenti precedenti dell'adattamento animato. Petrana Radulovic di Polygon ha evidenziato l'inclusione "d'impatto" di Zerxus Ilerez, interpretato da Luis Carazo, originariamente creato per Exandria Unlimited: Calamity - nel canone, la Calamità si è verificata «secoli prima degli eventi de La leggenda di Vox Machina», tuttavia, Zerxus come personaggio «non esisteva nemmeno fino a cinque anni dopo la fine della campagna originale di Vox Machina, quindi l'intera interazione con Pike è originale della serie». Radulovic ha osservato che «la storia attuale può ora seminare più direttamente in un worldbuilding più ampio e in trame sovraordinate che entreranno in gioco in futuro» perché può prendere i «momenti non sceneggiati» originali e trasformarli in «prefigurazioni più deliberate». Harvey Randall di PC Gamer ha osservato che La leggenda di Vox Machina «non è mai stata estranea alle deviazioni narrative dal suo materiale originale, ovviamente, ma quei cambiamenti sono stati per lo più al servizio dell'efficienza» fino alla terza stagione che ha caratterizzato cambiamenti narrativi più impattanti.

## Distribuzione
Un aggiornamento pubblicato sulla campagna Kickstarter nel 2019 ha assicurato ai sostenitori che avrebbero avuto accesso gratuito alla prima stagione, inoltre, nel gennaio 2022 Critical Role ha annunciato che i sostenitori del crowdfunding avrebbero avuto accesso anticipato gratuito ai primi due episodi dal 25 gennaio al 27 gennaio. Per accedere alla prima stagione tuttavia, i sostenitori avrebbero dovuto avere un abbonamento ad Amazon Prime o almeno registrarsi per un periodo di prova gratuito.
La prima stagione è andata in onda dal 28 gennaio al 18 febbraio 2022 su Amazon Prime Video, e nel giorno d'inizio trasmissione è stata distribuita digitalmente anche la colonna sonora. La seconda stagione è andata invece in onda dal 20 gennaio al 10 febbraio 2023. La terza stagione è stata presentata in anteprima il 3 ottobre 2024, suddivisa in lotti di tre episodi a settimana, per un totale di dodici episodi. Inoltre, prima dell'uscita della terza stagione, Amazon ha rilasciato gratuitamente le prime due sul proprio canale YouTube per un periodo di tempo limitato.

## Accoglienza

### Pre-distribuzione
Numerose testate come Variety, Los Angeles Times e CNBC hanno riferito che il Kickstarter è stato il più finanziato per progetti televisivi o cinematografici, superando il precedente detentore del record Mystery Science Theater 3000, con un totale di donazioni raccolte di oltre 11.3 milioni di dollari da più di 88.000 sostenitori. Variety ha sottolineato che: «Critical Role ha iniziato a lavorare al progetto nella primavera del 2018. [...] Dopo essere stato snobbato da Hollywood, CR ha deciso di dare vita al progetto su Kickstarter. [...] Critical Role sapeva di avere una fanbase numerosa e coinvolta, ma il team non si aspettava la marea di donazioni che ha ricevuto. Secondo Willingham, su Twitch li guardano dal vivo tra 30.000-40.000 persone in genere, e arrivavano altre 150.000 visualizzazioni on-demand. Gli episodi su YouTube in genere raggiungono circa 250.000 visualizzazioni nelle prime 24 ore. Tutto sommato, ogni episodio raccoglie circa 1 milione di visualizzazioni». Il Los Angeles Times ha evidenziato che il Kickstarter ha battuto «proprietà con nomi più grandi come il revival di Mystery Science Theatre 3000 di Netflix nel 2017, e Veronica Mars - Il film [...]. Critical Role si è evoluto in un mini impero mediatico, attirando più di mezzo milione di spettatori ogni settimana su YouTube, Twitch e sul proprio sito, Critrole.com. Gli amici hanno trasformato i loro personaggi personali in uno dei 10 migliori fumetti su Comixology, venduto il loro show dal vivo e creato code attorno all'angolo di negozi di fumetti e convention di autografi. L'accordo con Amazon segue una partnership con lo studio di animazione Titmouse».

### Critica
I primi sei episodi della prima stagione sono stati dati in anteprima ai critici prima della première ricevendo recensioni prevalentemente positive. Il sito di recensioni Rotten Tomatoes ha riportato il 100% di 27 recensioni positive, con una valutazione media di 8,70/10. Il consenso del sito afferma: «Animato in modo fluido e sceneggiato in modo intelligente, La leggenda di Vox Machina è una degna aggiunta al canone di Dungeons & Dragons». Molteplici recensioni hanno evidenziato la sfida costituita nell'adattare il lungo materiale originale e che lo show abbia alcuni problemi di ritmo, tuttavia, una volta raggiunto l'arco di Briarwood, la serie decolla. Secondo la società di ricerche di mercato Parrot Analytics, la prima stagione è stata la serie televisiva animata in streaming più richiesta nel primo trimestre del 2022 e ha avuto «17,9 volte la domanda media di tutte le altre serie statunitensi».
Confrontando la prima stagione con la campagna originale di D&D, Glen Weldon di NPR ha affermato che «La leggenda di Vox Machina è ciò che resta dopo che tutta quell'energia caotica è stata distillata in una storia pura. Distillata e molto condensata: trame che si allungavano nel corso di ore e ore nelle webserie si svolgono, qui, nel corso di uno o due episodi di mezz'ora. [...] La serie animata non può essere tutto ciò che è la webserie, ma mira a un pubblico più ampio. E, almeno da questo punto di vista, ha sicuramente tutto ciò di cui ha bisogno per raggiungere il suo obiettivo». Kevin Johnson di The A.V. Club ha affermato che lo spettacolo funziona assolutamente e che «l'azione è ben animata, e sebbene sia davvero uno show per adulti - con un sacco di parolacce, allusioni sessuali e violenza brutale - niente sembra straordinariamente grossolano o inutilmente gratuito. Quando le cose si intensificano, è importante. In particolare, il quarto episodio è una vetrina tagliente di ritmi sfumati dei personaggi, tensione snervante e immagini orribilmente putride. È roba buona e, forse la cosa più importante, Vox Machina sa lasciare che i suoi momenti - drammatici, comici o d'azione - respirino da soli». Kenneth Lowe di Paste ha scritto che «se volevi uno show su D&D con i numeri di serie cancellati, sei accontentato»", tuttavia, non è uno show per bambini come la serie televisiva Dungeons & Dragons del 1983; invece, ha un livello simile di violenza grafica simile a quello della serie Amazon Invincible. Ha commentato che «sebbene non ci sia molta diversità nel cast principale di Critical Role, lo show si schiera dalla parte di una sorta di inclusività informale» e che evita deliberatamente «l'essenzialismo razziale che costituisce il fondamento del gioco di ruolo da tavolo più di quanto molti amino ammettere». Lowe ha affermato che «La leggenda di Vox Machina è una storia prodotta in modo competente, decisamente informata della sensibilità di una nuova generazione di giocatori».
Eric Francisco per Inverse ha comparato lo show a Avatar - La leggenda di Aang e Voltron: Legendary Defender per il modo in cui veicola idee; ha dichiarato che La leggenda di Vox Machina «trasforma senza sforzo una lore complicata in idee ampiamente accessibili. Di minore importanza è che non c'è abbastanza originalità in Tal'Dorei [...] . Questo non vuol dire che non ci sia gravità in Vox Machina; la storia di Percy, il pistolero che lotta contro la sua brama di vendetta, è sorprendente da guardare. Ma le battute che differenziano commedia e parodia si confondono troppo spesso, soprattutto per la frequenza con cui lo spettacolo cambia tono. Nonostante sia tratto da uno spettacolo su Twitch di lunga durata, La leggenda di Vox Machina si pone come una cosa accessibile di suo. Al suo interno, Vox Machina è un fantasy d'azione, insolito solo nel suo connubio tra ambientazioni alla Tolkien e l'umorismo macabro di un fumetto di Deadpool». Cass Marshall di Polygon ha descritto la serie come "una storia profondamente indulgente", "stranamente salutare" e, a volte, "francamente un po' troppo". Marshall ha scritto: «Lo adoro. Il cuore e le buone intenzioni di Critical Role hanno superato molti dei problemi iniziali con La leggenda di Vox Machina, e quando è iniziato l'arco narrativo principale della stagione ero completamente coinvolta. L'animazione traspone la trama abbastanza bene, anche se non perfettamente. [...] Questo è D&D al suo meglio e, fortunatamente, non è necessario approfondire il ricco canone di Critical Role e dei suoi progetti associati».
Metacritic ha assegnato alla prima stagione un punteggio di 81 su 100 basato su 4 critici.

#### Stagioni successive
Su Rotten Tomatoes la seconda stagione ha ottenuto recensioni generalmente positive dal 100% con una valutazione media di 8,10/10, basata su 17 recensioni. Il consenso della critica sul sito dichiara che: «raddoppiando la dose di draghi insieme alle azioni spericolate, la seconda stagione de La leggenda di Vox Machina si rafforza come un racconto d'avventura riccamente immaginato». Su Metacritic ha invece ottenuto un punteggio di 81 su 100 basato su 4 critici. Shannon O'Connor di The Daily Beast ha dichiarato che «la prima stagione di Vox Machina è stata una vera bomba, ma la seconda stagione la espande nel miglior modo possibile». O'Connor ha inoltre elogiato il cast vocale sottolineando come aggiungano "profondità, creatività e divertimento" ai personaggi, commentato che la serie gioca con le aspettative del pubblico sui tropi fantasy e come non sia solo un buon adattamento ma anche «una serie animata esilarante, incoraggiante ed emozionante a pieno titolo». Anna Govert di Paste ha affermato che i 12 episodi della seconda stagione costituiscano una «masterclass di adattamento» in quanto si basa su oltre 80 ore di gioco al tavolo – la serie «non ha paura di apportare modifiche e conosce l'importanza della narrazione dei personaggi». Govert ha commentato che «l'impegno de La leggenda di Vox Machina [...] nel raccontare storie significative assieme alle sue fantastiche sequenze di combattimento e all'umorismo crudo la rendono rinfrescante e unica anche nella sua seconda uscita», definendo la seconda stagione «una delizia visiva» con «un'influenza anime ancora più chiara e uno stile che sembra unico di Vox Machina». Petrana Radulovic di Polygon ha sttolineato quanto «le radici di Dungeons & Dragons» si avvertano ancora di più nella seconda stagione dato che i personaggi vanno in missione per acquisire oggetti diversi. Radulovic ha evidenziato che la serie "potrebbe non piacere a tutti" a causa del suo cast esteso, dell'enorme quantitativo di canone pregresso e dei momenti comici piccanti, tuttavia «c'è così tanto cuore e divertimento nella grandiosa avventura» che lo rende speciale per «coloro per cui scatta la scintilla»; affermando inoltre che l'animazione sia un mezzo visivo migliore per il fantasy: «La magia elementale di Keyleth, i poteri curativi luminosi di Pike e le evocazioni bardiche rosa e viola di Scanlan sono davvero una testimonianza del motivo per cui dovremmo vedere più show di questo tipo in animazione». James Grebey do Vulture ha scritto che dividere il gruppo può essere difficile in un gioco di ruolo, tuttavia, farlo nell'adattamento «ha il vantaggio di essere sceneggiato e più adatto a raccontare trame coerenti e simultanee rispetto a un DM stressato» dando origine a «un trio di episodi che sembrano particolarmente coerenti ed efficaci». Grebey ha commentato che Grog e Scanlan possono essere «molto, specialmente quando le loro buffonate sembrano molto più sciocche di qualsiasi cosa da ragazzo emo triste che Vax o Percy stanno facendo. Non voglio continuare a insistere su questo, ma il formato improvvisato e reale di Critical Role supporta questi momenti stridenti di commedia meglio dello show televisivo [...]. Ma, quando i due sono da soli [...] rende la storia molto efficace. È tutto un po' più sciocco ma in un modo coerente dal punto di vista tonale, ed essere da soli costringe i personaggi di linea comica a farsi avanti e maturare un po' pur avendo ancora la capacità di tirare fuori una bella battuta sulle supposte».
La terza stagione su Rotten Tomatoes ha ricevuto recensioni positive dal 100% sulla base di 10 recensioni. Recensendola per Paste, Anna Govert definito la terza stagione «molto più pericolosa» che «sacrifica la maggior parte del suo umorismo crudo in favore di trame e archi narrativi dei personaggi più pesanti» e che sebbene "si prenda qualche libertà" come adattamento, i cambiamenti aiutano «a transizionare la storia alla televisione». Govert ha evidenziato come la terza stagione spesso accoppi i personaggi anziché imbarcarli in "viaggi solitari" che questi hanno talvolta intrapreso nelle precedenti e che avendo «momenti significativi tra il caos del ticchettio dell'orologio della stagione» la serie «capisca meglio della maggior parte dei suoi pari che le trame sovrastanti e i pericoli mortali sono avvincenti e terrificanti solo se ci preoccupiamo delle persone che si gettano a testa bassa nel fuoco»". Anche Aayush Sharma di GameRant ha elogiato la posta in gioco crescente e il lavoro sui personaggi nella terza stagione, dichiarando di vedere «il tradimento e le sue conseguenze» come tema centrale della stagione e che «i personaggi che tradiscono gli altri devono confrontarsi con le ramificazioni delle loro azioni, tra cui la perdita di amicizie, il senso di colpa personale e i conflitti esterni» e che bilanciando gli aspetti narrativi più oscuri con umorismo, "trame sentite" e relazioni romantiche, la terza stagione di Vox Machina «fa in modo che gli spettatori si preoccupino profondamente del destino dei personaggi». Rafael Motamayor di IGN ha dichiarato invece di vedere "vendetta e amore" come temi principali della stagione, e che la morte sia percepita in modo «significativo, toccante, completamente catastrofico e, soprattutto, costoso». Motamayor ha scritto di ritenere che nella prima metà della stagione gli autori abbiano fatto fatica a «gestire le numerose trame aperte» bilanciando «ciò che è accaduto nei live streaming e i cambiamenti apportati dalla serie animata» facendola risultare «a tratti troppo artificiosa e conveniente», tuttavia ha dichiarato di aver trovato la seconda metà "emozionante" e "ben oltre" la campagna originale da cui era adattata; mettendo in evidenza lo "sbalorditivo" lavoro di animazione, l'eccezionale scrittura dei personaggi e le scene di combattimento molto migliori di quanto visto finora nello show. Harvey Randall di PC Gamer ha elogiato le morti inaspettate dei personaggi poiché «questi cambiamenti assicurano che i fan di lunga data come me non siano semplicemente seduti qui a spuntare le voci su una cartella del bingo» commentando che i creatori «hanno dichiarato che nessuno è esattamente al sicuro» e «mentre la morte di Percy sembrava un coraggioso e interessante allontanamento dal materiale originale, trasformare un personaggio secondario piuttosto amato in un pancake del Drago Rosso è come una pugnalata».

## Riconoscimenti
Segue la lista completa dei premi vinti e delle nomination ricevute.
- 2022 - Festival internazionale del film d'animazione di Annecy
  - Candidato - Film TV e su commissione[89]
- 2024 - Annie Award
  - Candidato - Miglior produzione televisiva d'animazione generale[90]

## Altri media

### Libri
- Il romanzo Critical Role: Vox Machina – Kith & Kin, scritto da Marieke Nijkamp e pubblicato nel 2021 dalla Penguin Random House racconta le vicende dei gemelli Vex’ahlia e Vax’ildan tre anni prima di unirsi al gruppo.[91][92][93]

### Fumetti
- La serie a fumetti in tre volumi Critical Role: Vox Machina Origins pubblicata da Dark Horse Comics nel 2021 è una trasposizione delle vicende vissute dal gruppo prima di iniziare la trasmissione della prima campagna.[45][94]
- Una serie di graphic novel prequel della serie animata, The Legend of Vox Machina: Whitestone Chronicles, sono state pubblicate da Dark Horse Comics a partire da novembre 2024.[95][96]

### Webserie
- La serie è un adattamento della prima campagna di gioco di ruolo dal vivo pubblicata sul canale YouTube di Critical Role, costituita da 115 episodi della durata variabile di tre o sei ore ciascuno.[97]

### Merchandising
Nella medesima ambientazione della serie si svolgono i set di campagne ufficiali precostruite di Dungeons & Dragons realizzate da Critical Role in collaborazione con Wizards of the Coast: Critical Role: Tal'Dorei Campaign Setting e Tal'Dorei Campaign Setting Reborn.